# Kit Weyman
Kit Weyman (ur. 13 października 1986 w Toronto) – kanadyjski muzyk i aktor telewizyjny znany z seriali Derek kontra rodzinka (jako odtwórca roli Sama) oraz Degrassi: Nowe pokolenie.